# Intel Extreme Graphics
Intel Extreme Graphics是Intel的整合型顯示核心，於2002年5月推出。當時，Intel發佈了Pentium 4 533MHz外频版本，和支援該款处理器的晶片組，i845G和i845E。當中的i845G就是整合了Intel Extreme Graphics顯示核心。i845G的顯示核心頻率是200MHz；i845GE的顯示核心頻率是266MHz，像素填充率是每秒二百百萬，效能接近NVIDIA的GeForce 2 MX 200顯示核心，效能一般。
Extreme Graphics的架构是256bit，擁有一條像素流水線，每條擁有两个纹理贴图单元。核心支援双线性、三线性和各向异性过滤，每個週期最多能渲染四个纹理。顯示記憶體方面，需從系統記憶體动态借用，最多可固定借用8MB，進入作業系統後，可动态借用32MB至48MB不等。色彩品質方面，它首次支援32bit，最高支援解析度為2048x1536。顯示核心能支援Direct3D和OpenGL。
Extreme Graphics 2是第一代的改良版，應用於i865G晶片組，新增了一些特效技術。由於i865G晶片組支援双通道記憶體，變相加倍了顯示記憶體頻寬，效能接近NVIDIA的GeForce 2 MX 400顯示核心。
Extreme Graphics 2采用了新一代Zone Rendering 技术，提升核心運算效率。將不能見到的部分忽略渲染，節省記憶體頻寬。Extreme Graphics 2只是部分支持DirectX 8.0。
Extreme Graphics的後續技術為Intel GMA。

## 外部連結
- 泡泡网 - Intel显示芯片回顾 （页面存档备份，存于）